# Fall River Mills
Fall River Mills é uma Região censo-designada localizada no estado americano da Califórnia, no Condado de Shasta.

## Demografia
Segundo o censo americano de 2000, a sua população era de 648 habitantes.

## Geografia
De acordo com o United States Census Bureau tem uma área de 7,3 km², dos quais 7,1 km² cobertos por terra e 0,2 km² cobertos por água. Fall River Mills localiza-se a aproximadamente 1010 m acima do nível do mar.

## Localidades na vizinhança
O diagrama seguinte representa as localidades num raio de 48 km ao redor de Fall River Mills.